# Ходорківська волость
Ходорківська волость — історична адміністративно-територіальна одиниця Сквирського повіту Київської губернії з центром у містечку Ходорків.
Станом на 1886 рік складалася з 5 поселень, 5 сільських громад. Населення — 7370 осіб (3578 чоловічої статі та 3792 — жіночої), 440 дворових господарств.
|                     | Площа, десятин | У тому числі орної, дес. |
| ------------------- | -------------- | ------------------------ |
| Сільських громад    | 4661           | 3768                     |
| Приватної власності | 10038          | 3880                     |
| Іншої власності     | 105            | 68                       |
| Загалом             | 14804          | 7716                     |

Поселення волості:
- Ходорків — колишнє власницьке містечко при річці Ірпінь за 50 верст від повітового міста, 1366 осіб, 141 двір, 2 православні церкви, костел, синагога, 2 єврейських молитовних будинки, школа, богодільня, 6 постоялих будинків, 44 лавки, 2 водяних і вітряний млини, винокурний і бурякоцукровий заводи, 7 ярмарків на рік. За 6 верст — винокурний завод із 2 водяними млинами.
- Котлярка — колишнє власницьке село, 615 осіб, 78 дворів, 2 постоялих будинки, лавка, водяний і вітряний млини.
- Липки — колишнє власницьке село при річці Винарка, 1115 осіб, 118 дворів, православна церква, школа, постоялий будинок, 8 вітряних млинів.
- Скочиськ — колишнє власницьке село при річці Ірпінь, 649 осіб, 83 двори, православна церква, школа, постоялий будинок, водяний і 2 вітряних млини.

Старшинами волості були:
- 1909—1912 роках — Степан Григорович Стельмах[2],[3],[4];
- 1913—1915 роках — Митрофан Федорович Діюк[5],[6].